# 駒場村 (岐阜県)
駒場村（こまんばむら）は、かつて岐阜県恵那郡に存在した村。
現在の中津川市駒場、駒場町、津島町、柳町などに該当する。

## 大字・字
- 大字:駒場（こまんば）
- 小字:
- 青木（あおき）
- 上地（うえじ）、後洞（うしろぼら）
- 大岩（おおいわ）、大峡（おおはげ）
- 大平（おおひら）
- 上宿道上（かみじゅくみちうえ）、上宿道下（かみじゅくみちした）
- 京田（きょうでん）
- 松源寺（しょうげんじ）
- 角田（すみだ）
- 大道上（だいどううえ）
- 西山（にしやま）
- 町裏（まちうら）
- 安森（やすもり）

## 歴史
- 江戸時代は当村の石高は772石で尾張藩の木曾衆の千村平右衛門の領地であった。
- 慶長9年（1604年）2月の江戸幕府の命により駒場坂上の中山道に一里塚が設置された。
- 明治22年（1889年）7月1日 - 町村制により駒場村が発足。
- 明治30年（1897年）4月1日 - 中津川町（初代）[2]、手賀野村と合併し、中津町が発足。同日駒場村は廃止。

## 寺院
- 山王寺（曹洞宗）
- 善光寺（曹洞宗）
- 福昌寺（曹洞宗）